# Campeonato Mundial de Baloncesto Sub-17 de 2022
El Campeonato Mundial de Baloncesto Sub-17 de 2021 fue la sexta edición de este campeonato juvenil que se realizó en Málaga entre el 30 de junio y el 8 de julio de 2018 bajo la organización de la Federación Internacional de Baloncesto. El campeonato reunió a las mejores 16 selecciones nacionales de baloncesto sub-17 tras la cancelación de la edición de 2020 por la pandemia de COVID-19.

## Clasificados
| Competición                             | Fecha                   | Sede          | Plazas | Clasificados                                         |
| --------------------------------------- | ----------------------- | ------------- | ------ | ---------------------------------------------------- |
| País anfitrión                          |                         |               | 1      | España                                               |
| Campeonato FIBA Américas Sub-16 de 2021 | 23-29 de agosto de 2021 | Xalapa        | 4      | Estados Unidos Argentina Canadá República Dominicana |
| Campeonato FIBA África Sub-16 de 2021   | 06-15 de agosto de 2021 | El Cairo      | 2      | Egipto Malí                                          |
| Campeonato FIBA Europa Sub-16 de 2021   | 16-21 de agosto de 2021 | Varios países | 5      | Francia Lituania Polonia Serbia Eslovenia            |
| Campeonato FIBA Asia Sub-16 de 2022     | 12-19 de junio de 2021  | Doha          | 4      | Australia Japón Nueva Zelanda Líbano                 |
| TOTAL                                   |                         |               | 16     |                                                      |
| 1.                                      |                         |               |        |                                                      |

## Fase de grupos

### Grupo A
|   | Equipo        | Pts | PG | PP | PF  | PC  | Dif  |
| - | ------------- | --- | -- | -- | --- | --- | ---- |
| 1 | Francia       | 6   | 3  | 0  | 272 | 158 | 114  |
| 2 | Serbia        | 5   | 2  | 1  | 274 | 220 | 54   |
| 3 | Canadá        | 4   | 1  | 2  | 216 | 219 | −3   |
| 4 | Nueva Zelanda | 3   | 0  | 3  | 153 | 318 | −165 |

| 2 de julio, 13:15 | Nueva Zelanda                                           | 46–94                | Canadá                                                           | Alhaurín de la Torre                                                                          |  |
|                   | Parciales: 10-15, 8-22, 12-22, 16-35                    |                      |                                                                  |                                                                                               |  |
|                   | Estadísticas Hunter Trego 14 Nic Book 12 Hunter Trego 3 | Reporte Pts Reb Asts | Estadísticas 16 Ishan Sharma 10 Olivier Rioux 4 Jacob Theodosiou | Pabellón: Polideportivo Municipal El Limón Árbitros: Ashley Gloss Daigo Urushima Özlem Yalman |  |

| 2 de julio, 15:45 | Francia                                                     | 81–68                | Serbia                                                             | Alhaurín de la Torre                                                                           |  |
|                   | Parciales: 13-26, 26-9, 24-14, 18-19                        |                      |                                                                    |                                                                                                |  |
|                   | Estadísticas Noah Penda 13 Ilane Fibleuil 8 Illan Pietrus 4 | Reporte Pts Reb Asts | Estadísticas 13 Mitar Bošnjaković 8 Filip Jović 5 Ognjen Stanković | Pabellón: Polideportivo Municipal El Limón Árbitros: Daniel García Jenna Reneau Ariadna Chueca |  |

| 3 de julio, 13:15 | Serbia                                                       | 120–72               | Nueva Zelanda                                                        | Alhaurín de la Torre                                                                               |  |
|                   | Parciales: 27-17, 32-21, 32-15, 29-19                        |                      |                                                                      | |  |
|                   | Estadísticas Filip Jović 18 Viktor Mikić 10 Andrej Musicki 5 | Reporte Pts Reb Asts | Estadísticas 26 Julius Halaifonua 8 Julius Halaifonua 6 Hunter Trego | Pabellón: Polideportivo Municipal El Limón Árbitros: Martin Vulić Lee Kyoung-hwan Yana Nikogossyan |  |

| 3 de julio, 15:45 | Canadá                                                                          | 55–87                | Francia                                                             | Alhaurín de la Torre                                                                           |  |
|                   | Parciales: 9-26, 23-23, 9-19, 14-19                                             |                      |                                                                     |                                                                                                |  |
|                   | Estadísticas Osezojie Baraka Okojie 15 Olivier Rioux 6 Osezojie Baraka Okojie 3 | Reporte Pts Reb Asts | Estadísticas 15 Ilane Fibleuil 8 Alexandre Dam Sarr 6 Pacôme Dadiet | Pabellón: Polideportivo Municipal El Limón Árbitros: Julio Anaya Andreia Silva Yasmina Alcaraz |  |

| 5 de julio, 13:15 | Nueva Zelanda                                               | 35–104               | Francia                                                              | Alhaurín de la Torre                                                                           |  |
|                   | Parciales: 10-26, 9-24, 9-17, 7-37                          |                      |                                                                      |                                                                                                |  |
|                   | Estadísticas Nic Book 17 Julius Halaifonua 7 Hunter Trego 2 | Reporte Pts Reb Asts | Estadísticas 19 Zaccharie Risacher 10 Wilson Jacques 5 Illan Pietrus | Pabellón: Polideportivo Municipal El Limón Árbitros: Scott Beker Wojciech Liszka Joyce Muchenu |  |

| 5 de julio, 15:45 | Serbia                                                              | 86–67                | Canadá                                                               | Alhaurín de la Torre                                                                                   |  |
|                   | Parciales: 31-8, 14-19, 25-23, 16-17                                |                      |                                                                      | |  |
|                   | Estadísticas Filip Jović 20 Mitar Bošnjaković 10 Ognjen Stanković 5 | Reporte Pts Reb Asts | Estadísticas 10 Stephen Osei 7 Stephen Osei 5 Osezojie Baraka Okojie | Pabellón: Polideportivo Municipal El Limón Árbitros: Johnny Batista Palermo Lynn Gloss Mihkel Männiste |  |

### Grupo B
|   | Equipo               | Pts | PG | PP | PF  | PC  | Dif |
| - | -------------------- | --- | -- | -- | --- | --- | --- |
| 1 | Lituania             | 6   | 3  | 0  | 252 | 191 | 61  |
| 2 | España (H)           | 5   | 2  | 1  | 250 | 186 | 64  |
| 3 | República Dominicana | 4   | 1  | 2  | 196 | 250 | −54 |
| 4 | Japón                | 3   | 0  | 3  | 192 | 263 | −71 |

| 2 de julio, 18:30 | República Dominicana                                              | 81–69                | Japón                                                            | Alhaurín de la Torre                                                                               |  |
|                   | Parciales: 20-9, 18-17, 28-13, 15-30                              |                      |                                                                  | |  |
|                   | Estadísticas Rodrigo Aybar 28 Yeison Liberato 9 Yeison Liberato 4 | Reporte Pts Reb Asts | Estadísticas 16 Yuto Kawashima 9 Yuto Kawashima 4 Shuto Sakihama | Pabellón: Polideportivo Municipal El Limón Árbitros: Andreia Silva Mihkel Männiste Saif Al-Dossari |  |

| 2 de julio, 21:00 | España                                                                            | 68–71                | Lituania                                                                  | Alhaurín de la Torre                                                                       |  |
|                   | Parciales: 20-19, 14-10, 11-17, 23-25                                             |                      |                                                                           |                                                                                            |  |
|                   | Estadísticas Aday Mara Gómez 15 Izan Almansa Pérez 9 Conrad Martínez Viladecans 5 | Reporte Pts Reb Asts | Estadísticas 24 Justas Stonkus 12 Aleksas Bieliauskas 2 Augustas Navickas | Pabellón: Polideportivo Municipal El Limón Árbitros: Julio Anaya Blanca Burns Gatis Saliņš |  |

| 3 de julio, 18:30 | Lituania                                                                     | 108–60               | República Dominicana                                         | Alhaurín de la Torre                                                                            |  |
|                   | Parciales: 28-22, 29-9, 28-18, 23-11                                         |                      |                                                              |                                                                                                 |  |
|                   | Estadísticas Justas Stonkus 16 Aleksas Bieliauskas 7 Kristupas Kepežinskas 5 | Reporte Pts Reb Asts | Estadísticas 15 Luis Díaz 4 Julen Pichardo 3 Danny Carbuccia | Pabellón: Polideportivo Municipal El Limón Árbitros: Johnny Batista Jenna Reneau Ariadna Chueca |  |

| 3 de julio, 21:00 | Japón                                                            | 60–109               | España                                                                       | Alhaurín de la Torre                                                                             |  |
|                   | Parciales: 11-33, 18-20, 11-24, 20-32                            |                      |                                                                              |                                                                                                  |  |
|                   | Estadísticas Yuto Kawashima 16 Yuto Kawashima 3 Shuta Kajitani 3 | Reporte Pts Reb Asts | Estadísticas 15 Izan Almansa Pérez 16 Izan Almansa Pérez 5 Álvaro Folgueiras | Pabellón: Polideportivo Municipal El Limón Árbitros: Scott Beker Wojciech Liszka Andrada Csender |  |

| 5 de julio, 18:30 | Japón                                                             | 63–73                | Lituania                                                                    | Alhaurín de la Torre                                                                              |  |
|                   | Parciales: 11-19, 14-25, 25-12, 13-17                             |                      |                                                                             |                                                                                                   |  |
|                   | Estadísticas Yuto Kawashima 27 Yuto Kawashima 10 Shuto Sakihama 8 | Reporte Pts Reb Asts | Estadísticas 14 Aleksas Bieliauskas 13 Aleksas Bieliauskas 5 Vytautas Žygas | Pabellón: Polideportivo Municipal El Limón Árbitros: Daniel García Blanca Burns Sara El-Sharnouby |  |

| 5 de julio, 21:00 | España                                                                                   | 73–55                | República Dominicana                                          | Alhaurín de la Torre                                                                       |  |
|                   | Parciales: 20-10, 16-13, 16-20, 21-12                                                    |                      |                                                               |                                                                                            |  |
|                   | Estadísticas Lucas Hernández Langarita 13 Izan Almansa Pérez 7 Sergio De Larrea Asenjo 9 | Reporte Pts Reb Asts | Estadísticas 16 Rodrigo Aybar 6 Steven Solano 4 Rodrigo Aybar | Pabellón: Polideportivo Municipal El Limón Árbitros: Kerem Baki Andreia Silva Carlos Vélez |  |

### Grupo C
|   | Equipo         | Pts | PG | PP | PF  | PC  | Dif  |
| - | -------------- | --- | -- | -- | --- | --- | ---- |
| 1 | Estados Unidos | 6   | 3  | 0  | 320 | 163 | 157  |
| 2 | Eslovenia      | 5   | 2  | 1  | 204 | 195 | 9    |
| 3 | Malí           | 4   | 1  | 2  | 213 | 225 | −12  |
| 4 | Líbano         | 3   | 0  | 3  | 143 | 297 | −154 |

| 2 de julio, 18:15 | Malí                                                           | 56–65                | Eslovenia                                            | San Pedro Alcántara                                                                                       |  |
|                   | Parciales: 8-11, 17-12, 15-21, 16-21                           |                      |                                                      | |  |
|                   | Estadísticas Malick Diallo 19 Malick Diallo 10 Malick Diallo 5 | Reporte Pts Reb Asts | Estadísticas 31 Jan Vide 11 Blaz Tratar 3 Filip Pirs | Pabellón: Palacio de los Deportes Elena Benítez Árbitros: Wojciech Liszka Viola Györgyi Sara El-Sharnouby |  |

| 2 de julio, 20:45 | Estados Unidos                                                       | 120–44               | Líbano                                                         | San Pedro Alcántara                                                                            |  |
|                   | Parciales: 28-16, 31-12, 34-11, 27-5                                 |                      |                                                                |                                                                                                |  |
|                   | Estadísticas David Castillo 21 Cooper Flagg 13 Johnuel Omari Fland 9 | Reporte Pts Reb Asts | Estadísticas 13 Serouj Avedissian 7 Bryan Saleh 2 Giorgio Azzi | Pabellón: Palacio de los Deportes Elena Benítez Árbitros: Scott Beker Ryan Jones Joyce Muchenu |  |

| 3 de julio, 18:15 | Líbano                                                         | 48–93                | Malí                                                                             | San Pedro Alcántara                                                                          |  |
|                   | Parciales: 11-30, 16-20, 9-38, 12-15                           |                      |                                                                                  |                                                                                              |  |
|                   | Estadísticas Serouj Avedissian 12 Bryan Saleh 5 Rayan Hachem 3 | Reporte Pts Reb Asts | Estadísticas 20 Ibrahim Oumar Doumbia 18 Ladji Coulibaly 5 Moussa Lamine Diawara | Pabellón: Palacio de los Deportes Elena Benítez Árbitros: Kerem Baki Ryan Jones Özlem Yalman |  |

| 3 de julio, 20:45 | Eslovenia                                      | 55–88                | Estados Unidos                                                 | San Pedro Alcántara                                                                               |  |
|                   | Parciales: 12-20, 12-20, 15-26, 16-22          |                      |                                                                |                                                                                                   |  |
|                   | Estadísticas Jan Vide 20 Jan Vide 6 Jan Vide 2 | Reporte Pts Reb Asts | Estadísticas 14 Ronald Holland 8 Cooper Flagg 3 Ronald Holland | Pabellón: Palacio de los Deportes Elena Benítez Árbitros: Gatis Saliņš Joyce Muchenu Arnau Padros |  |

| 5 de julio, 18:15 | Eslovenia                                               | 84–51                | Líbano                                                                  | San Pedro Alcántara                                                                                    |  |
|                   | Parciales: 14-13, 21-16, 26-13, 23-9                    |                      |                                                                         | |  |
|                   | Estadísticas Vid Borisek 16 Jure Rener 10 Filip Piris 6 | Reporte Pts Reb Asts | Estadísticas 17 Karl Chris Zamatta 12 Karl Chris Zamatta 4 Rayan Hachem | Pabellón: Palacio de los Deportes Elena Benítez Árbitros: Viola Györgyi Yasmina Alcaraz Ariadna Chueca |  |

| 5 de julio, 20:45 | Estados Unidos                                               | 112–64               | Malí                                                                               | San Pedro Alcántara                                                                                   |  |
|                   | Parciales: 16-12, 39-20, 24-15, 33-17                        |                      |                                                                                    | |  |
|                   | Estadísticas Ian Jackson 26 Sean Stewart 8 Jeremy Fears Jr 7 | Reporte Pts Reb Asts | Estadísticas 15 Ladji Coulibaly 12 Karamoko Bengaly Keita 4 Karamoko Bengaly Keita | Pabellón: Palacio de los Deportes Elena Benítez Árbitros: Julio Anaya Andrada Csender Saif Al-Dossari |  |

### Grupo D
|   | Equipo    | Pts | PG | PP | PF  | PC  | Dif |
| - | --------- | --- | -- | -- | --- | --- | --- |
| 1 | Australia | 6   | 3  | 0  | 262 | 164 | 98  |
| 2 | Polonia   | 5   | 2  | 1  | 223 | 198 | 25  |
| 3 | Argentina | 4   | 1  | 2  | 157 | 207 | −50 |
| 4 | Egipto    | 3   | 0  | 3  | 161 | 234 | −73 |

| 2 de julio, 13:00 | Australia                                                      | 85–68                | Polonia                                                 | San Pedro Alcántara                                                                                 |  |
|                   | Parciales: 24-18, 15-15, 17-18, 29-17                          |                      |                                                         | |  |
|                   | Estadísticas Rocco Zikarsky 19 Rocco Zikarsky 12 Joshua Dent 7 | Reporte Pts Reb Asts | Estadísticas 14 Jan Nowicki 8 Jan Nowicki 3 Jan Nowicki | Pabellón: Palacio de los Deportes Elena Benítez Árbitros: Martin Vulić Carlos Vélez Lee Kyoung-hwan |  |

| 2 de julio, 15:30 | Argentina                                                              | 59–50                | Egipto                                                                              | San Pedro Alcántara                                                                                 |  |
|                   | Parciales: 18-16, 14-9, 14-10, 13-15                                   |                      |                                                                                     | |  |
|                   | Estadísticas Lucas Giovannetti 22 Drazen Sinigoj 8 Lucas Giovannetti 3 | Reporte Pts Reb Asts | Estadísticas 11 Omar Abdelmeguid 7 Seifeldin Hendawy 3 Mohammed Tarek Khairy Hussin | Pabellón: Palacio de los Deportes Elena Benítez Árbitros: Kerem Baki Johnny Batista Yasmina Alcaraz |  |

| 3 de julio, 13:00 | Egipto                                                                | 46–91                | Australia                                                             | San Pedro Alcántara                                                                                 |  |
|                   | Parciales: 16-23, 12-13, 14-23, 4-32                                  |                      |                                                                       | |  |
|                   | Estadísticas Adam Elhalawany 18 Youssef Elghayesh 6 Adam Elhalawany 3 | Reporte Pts Reb Asts | Estadísticas 17 Rocco Zikarsky 10 Rocco Zikarsky 6 Kristian Ferronato | Pabellón: Palacio de los Deportes Elena Benítez Árbitros: Ashley Gloss Mihkel Männiste Amir Taboubi |  |

| 3 de julio, 15:30 | Polonia                                                          | 71–48                | Argentina                                                    | San Pedro Alcántara                                                                                 |  |
|                   | Parciales: 25-15, 17-14, 12-8, 17-11                             |                      |                                                              | |  |
|                   | Estadísticas Szymon Nowicki 17 Szymon Nowicki 13 Jakub Osinski 8 | Reporte Pts Reb Asts | Estadísticas 9 Lucas Giovannetti 6 Juan Respaud 2 Juan Bocca | Pabellón: Palacio de los Deportes Elena Benítez Árbitros: Daniel García Blanca Burns Daigo Urushima |  |

| 5 de julio, 13:00 | Australia                                                  | 86–50                | Argentina                                                  | San Pedro Alcántara                                                                                |  |
|                   | Parciales: 26-10, 24-15, 15-15, 21-10                      |                      |                                                            | |  |
|                   | Estadísticas Kye Savage 15 Rocco Zikarsky 11 Joshua Dent 6 | Reporte Pts Reb Asts | Estadísticas 8 Juan Bocca 7 Juan Respaud 2 Santiago Bilbao | Pabellón: Palacio de los Deportes Elena Benítez Árbitros: Martin Vulic Daigo Urushima Amir Taboubi |  |

| 5 de julio, 15:30 | Egipto                                                              | 65–84                | Polonia                                                             | San Pedro Alcántara                                                                                        |  |
|                   | Parciales: 19-21, 16-22, 8-21, 22-20                                |                      |                                                                     | |  |
|                   | Estadísticas Seifeldin Hendawy 19 Hassan Amer 7 Seifeldin Hendawy 4 | Reporte Pts Reb Asts | Estadísticas 17 Szymon Nowicki 9 Szymon Nowicki 5 Kajetan Kuczawski | Pabellón: Palacio de los Deportes Elena Benítez Árbitros: Gatis Salins Arnau Padros Feliu Yana Nikogossyan |  |

## Fase final

### Cuadro final
|  | Octavos de final     | Octavos de final |                |          | Cuartos de final | Cuartos de final |  |                | Semifinales | Semifinales |         |              | Final        | Final       |  |
|  | 6 de julio           | 6 de julio       |                |          | 8 de julio       | 8 de julio       |  |                | 9 de julio  | 9 de julio  |         |              | 10 de julio  | 10 de julio |  |
|  |                      |                  |                |          |                  |                  |  |                |             |             |         |              |              |             |  |
|  |                      |                  |                |          |                  |                  |  |                |             |             |         |              |              |             |  |
|  | Francia              | 108              |                |          |                  |                  |  |                |             |             |         |              |              |             |  |
|  | Francia              | 108              |                |          |                  |                  |  |                |             |             |         |              |              |             |  |
|  | Japón                | 43               |                |          |                  |                  |  |                |             |             |         |              |              |             |  |
|  | Japón                | 43               |                | Francia  | 83               |                  |  |                |             |             |         |              |              |             |  |
|  |                      |                  |                | Francia  | 83               |                  |  |                |             |             |         |              |              |             |  |
|  |                      |                  | Eslovenia      | 63       |                  |                  |  |                |             |             |         |              |              |             |  |
|  | Eslovenia            | 69               | Eslovenia      | 63       |                  |                  |  |                |             |             |         |              |              |             |  |
|  | Eslovenia            | 69               |                |          |                  |                  |  |                |             |             |         |              |              |             |  |
|  | Argentina            | 55               |                |          |                  |                  |  |                |             |             |         |              |              |             |  |
|  | Argentina            | 55               |                |          |                  |                  |  | Francia        | 53          |             |         |              |              |             |  |
|  |                      |                  |                |          |                  |                  |  | Francia        | 53          |             |         |              |              |             |  |
|  |                      |                  | España         | 68       |                  |                  |  |                |             |             |         |              |              |             |  |
|  | Canadá               | 63               | España         | 68       |                  |                  |  |                |             |             |         |              |              |             |  |
|  | Canadá               | 63               |                |          |                  |                  |  |                |             |             |         |              |              |             |  |
|  | España               | 87               |                |          |                  |                  |  |                |             |             |         |              |              |             |  |
|  | España               | 87               |                | España   | 70               |                  |  |                |             |             |         |              |              |             |  |
|  |                      |                  |                | España   | 70               |                  |  |                |             |             |         |              |              |             |  |
|  |                      |                  | Australia      | 68       |                  |                  |  |                |             |             |         |              |              |             |  |
|  | Líbano               | 43               | Australia      | 68       |                  |                  |  |                |             |             |         |              |              |             |  |
|  | Líbano               | 43               |                |          |                  |                  |  |                |             |             |         |              |              |             |  |
|  | Australia            | 93               |                |          |                  |                  |  |                |             |             |         |              |              |             |  |
|  | Australia            | 93               |                |          |                  |                  |  |                |             |             |         | España       | 67           |             |  |
|  |                      |                  |                |          |                  |                  |  |                |             |             |         | España       | 67           |             |  |
|  |                      |                  | Estados Unidos | 79       |                  |                  |  |                |             |             |         |              |              |             |  |
|  | Serbia               | 107              | Estados Unidos | 79       |                  |                  |  |                |             |             |         |              |              |             |  |
|  | Serbia               | 107              |                |          |                  |                  |  |                |             |             |         |              |              |             |  |
|  | República Dominicana | 77               |                |          |                  |                  |  |                |             |             |         |              |              |             |  |
|  | República Dominicana | 77               |                | Serbia   | 80               |                  |  |                |             |             |         |              |              |             |  |
|  |                      |                  |                | Serbia   | 80               |                  |  |                |             |             |         |              |              |             |  |
|  |                      |                  | Estados Unidos | 106      |                  |                  |  |                |             |             |         |              |              |             |  |
|  | Estados Unidos       | 103              | Estados Unidos | 106      |                  |                  |  |                |             |             |         |              |              |             |  |
|  | Estados Unidos       | 103              |                |          |                  |                  |  |                |             |             |         |              |              |             |  |
|  | Egipto               | 48               |                |          |                  |                  |  |                |             |             |         |              |              |             |  |
|  | Egipto               | 48               |                |          |                  |                  |  | Estados Unidos | 89          |             |         |              |              |             |  |
|  |                      |                  |                |          |                  |                  |  | Estados Unidos | 89          |             |         |              |              |             |  |
|  |                      |                  | Lituania       | 62       |                  |                  |  |                |             |             |         |              |              |             |  |
|  | Nueva Zelanda        | 48               | Lituania       | 62       |                  |                  |  |                |             |             |         |              |              |             |  |
|  | Nueva Zelanda        | 48               |                |          |                  |                  |  |                |             |             |         |              |              |             |  |
|  | Lituania             | 61               |                |          |                  |                  |  |                |             |             |         |              |              |             |  |
|  | Lituania             | 61               |                | Lituania | 73               |                  |  |                |             |             |         | Tercer lugar | Tercer lugar |             |  |
|  |                      |                  |                | Lituania | 73               |                  |  |                |             |             |         | Tercer lugar | Tercer lugar |             |  |
|  |                      |                  | Polonia        | 44       |                  |                  |  |                |             |             |         |              |              |             |  |
|  | Malí                 | 58               | Polonia        | 44       |                  |                  |  |                |             |             | Francia | 66           |              |             |  |
|  | Malí                 | 58               |                |          |                  |                  |  |                |             |             | Francia | 66           |              |             |  |
|  | Polonia              | 76               |                |          |                  |                  |  |                |             |             |         |              | Lituania     | 58          |  |
|  | Polonia              | 76               |                |          |                  |                  |  |                |             |             |         |              | Lituania     | 58          |  |
|  |                      |                  |                |          |                  |                  |  |                |             |             |         |              |              |             |  |

#### Octavos de final
| 6 de julio | Francia                                                            | 108–43               | Japón                                                       | Alhaurín de la Torre                                                                          |  |
|            | Parciales: 25-17, 28-6, 26-16, 29-4                                |                      |                                                             |                                                                                               |  |
|            | Estadísticas Alexandre Dam Sarr 19 Ilane Fibleuil 7 Théo Pichard 5 | Reporte Pts Reb Asts | Estadísticas 14 Yuto Kawashima 3 Leon Watanabe 4 Kei Rooney | Pabellón: Polideportivo Municipal El Limón Árbitros: Viola Györgyi Ryan Jones Saif Al-Dossari |  |

| 6 de julio | Eslovenia                                          | 69–55                | Argentina                                                          | San Pedro Alcántara                                                                                                |  |
|            | Parciales: 9-17, 26-8, 15-17, 19-13                |                      |                                                                    | |  |
|            | Estadísticas Jan Vide 20 Rok Popovic 12 Jan Vide 8 | Reporte Pts Reb Asts | Estadísticas 15 Lucas Giovannetti 7 Juan Bocca 2 Lucas Giovannetti | Pabellón: Palacio de los Deportes Elena Benítez Árbitros: Johnny Batista Palermo Ashley Lynn Gloss Andrada Csender |  |

| 6 de julio | Canadá                                                                            | 63–87                | España                                                                           | Alhaurín de la Torre                                                                                 |  |
|            | Parciales: 14-18, 14-30, 22-18, 13-21                                             |                      |                                                                                  | |  |
|            | Estadísticas Osezojie Baraka Okojie 17 Jovan Milicevic 6 Osezojie Baraka Okojie 4 | Reporte Pts Reb Asts | Estadísticas 14 Aday Mara Gómez 13 Izan Almansa Pérez 6 Lucas Hernández Lagarita | Pabellón: Polideportivo Municipal El Limón Árbitros: Gatis Salins Jenna Jordan Reneau Daigo Urushima |  |

| 6 de julio | Líbano                                                                  | 43–93                | Australia                                                         | San Pedro Alcántara                                                                                |  |
|            | Parciales: 10-23, 7-30, 17-24, 9-16                                     |                      |                                                                   | |  |
|            | Estadísticas Karl Chris Zamatta 11 Karl Chris Zamatta 11 Rayan Hachem 2 | Reporte Pts Reb Asts | Estadísticas 15 Rocco Zikarsky 11 James O'Donnell 5 Roman Siulepa | Pabellón: Palacio de los Deportes Elena Benítez Árbitros: Andreia Silva Martin Vulic Joyce Muchenu |  |

| 6 de julio | Serbia                                                               | 107–77               | República Dominicana                                              | Alhaurín de la Torre                                                                                      |  |
|            | Parciales: 21-22, 33-17, 30-22, 23-16                                |                      |                                                                   | |  |
|            | Estadísticas Bogoljub Marković 18 Viktor Mikić 10 Ognjen Stanković 7 | Reporte Pts Reb Asts | Estadísticas 30 Rodrigo Aybar 7 Yeison Liberato 2 Yeison Liberato | Pabellón: Polideportivo Municipal El Limón Árbitros: Julio César Anaya Freile Scott Beker Wojciech Liszka |  |

| 6 de julio | Estados Unidos                                                    | 103–48               | Egipto                                                      | San Pedro Alcántara                                                                                   |  |
|            | Parciales: 34-11, 28-12, 27-19, 14-6                              |                      |                                                             | |  |
|            | Estadísticas Karter Knox 18 Cooper Flagg 10 Johnuel Omari Fland 5 | Reporte Pts Reb Asts | Estadísticas 11 Hassan Amer 6 Adam Elhalawany 2 Hassan Amer | Pabellón: Palacio de los Deportes Elena Benítez Árbitros: Özlem Yalman Mihkel Männiste Kyounghwan Lee |  |

| 6 de julio | Nueva Zelanda                                       | 48–61                | Lituania                                                                      | Alhaurín de la Torre |  |
|            | Parciales: 9-18, 15-18, 14-9, 10-16                 |                      |                                                                               | |  |
|            | Estadísticas Nic Book 15 Nic Book 14 Hunter Trego 4 | Reporte Pts Reb Asts | Estadísticas 13 Vytautas Žygas 13 Aleksas Bieliauskas 5 Kristupas Kepežinskas | Pabellón: Polideportivo Municipal El Limón Árbitros: Daniel Alberto García Nieves Carlos Andrés Vélez Londono Yasmina Alcaraz Moreno |  |

| 6 de julio | Malí                                                                   | 58–76                | Polonia                                                       | San Pedro Alcántara                                                                                             |  |
|            | Parciales: 14-23, 10-12, 17-14, 17-27                                  |                      |                                                               | |  |
|            | Estadísticas Malick Diallo 17 Malick Diallo 18 Ibrahim Oumar Doumbia 6 | Reporte Pts Reb Asts | Estadísticas 29 Szymon Nowicki 10 Jakub Szumert 8 Jan Nowicki | Pabellón: Palacio de los Deportes Elena Benítez Árbitros: Keren Baki Blanca Cecilia Burns Ariadna Chueca Moreno |  |

#### Cuartos de final
| 8 de julio | Francia                                                                 | 83–63                | Eslovenia                                          | Málaga |  |
|            | Parciales: 26-14, 12-21, 19-16, 26-12                                   |                      |                                                    | |  |
|            | Estadísticas Zaccharie Risacher 14 Zaccharie Risacher 8 Illan Pietrus 5 | Reporte Pts Reb Asts | Estadísticas 15 Lon Lican 5 Blaz Tratar 5 Jan Vide | Pabellón: Palacio de Deportes José María Martín Carpena Árbitros: Jenna Jordan Reneau Wojciech Liszka Viola Györgyi |  |

| 8 de julio | España                                                                                   | 70–68                | Australia                                                  | Málaga |  |
|            | Parciales: 16-19, 15-18, 18-20, 21-11                                                    |                      |                                                            | |  |
|            | Estadísticas Lucas Hernández Langarita 23 Izan Almansa Pérez 9 Sergio de Larrea Asenjo 4 | Reporte Pts Reb Asts | Estadísticas 16 Joshua Dent 8 Rocco Zikarsky 5 Joshua Dent | Pabellón: Palacio de Deportes José María Martín Carpena Árbitros: Julio César Anaya Freile Blanca Cecilia Burns Johnny Batista Palermo |  |

| 8 de julio | Serbia                                                             | 80–103               | Estados Unidos                                                  | Málaga                                                                                                  |  |
|            | Parciales: 18-26, 18-22, 24-27, 20-31                              |                      |                                                                 | |  |
|            | Estadísticas Lazar Gačić 14 Bogoljub Marković 9 Ognjen Stanković 6 | Reporte Pts Reb Asts | Estadísticas 18 Cooper Flagg 11 Cooper Flagg 5 Jeremy Fears Jr. | Pabellón: Palacio de Deportes José María Martín Carpena Árbitros: Gatis Salins Andreia Silva Kerem Baki |  |

| 8 de julio | Lituania                                                                     | 73–44                | Polonia                                                                 | Málaga |  |
|            | Parciales: 13-17, 23-7, 24-7, 13-13                                          |                      |                                                                         | |  |
|            | Estadísticas Vytautas Žygas 20 Danas Kazakevičius 11 Kristupas Kepežinskas 7 | Reporte Pts Reb Asts | Estadísticas 10 Kajetan Kuczawski 7 Szymon Nowicki 2 Marcin Kosiorowski | Pabellón: Palacio de Deportes José María Martín Carpena Árbitros: Scott Beker Daigo Urushima Ariadna Chueca Moreno |  |

#### Semifinales
| 9 de julio | Francia                                                               | 53–68                | España                                                                             | Málaga |  |
|            | Parciales: 17-13, 13-19, 18-14, 5-22                                  |                      |                                                                                    | |  |
|            | Estadísticas Killian Malwaya 11 Wilson Jacques 6 Zaccharie Risacher 5 | Reporte Pts Reb Asts | Estadísticas 16 Aday Mara Gómez 14 Izan Almansa Pérez 4 Conrad Martínez Viladecans | Pabellón: Palacio de Deportes José María Martín Carpena Árbitros: Gatis Salins Andreia Silva Daniel Alberto García Nieves |  |

| 9 de julio | Estados Unidos                                                      | 89–62                | Lituania                                                               | Málaga                                                                                                   |  |
|            | Parciales: 21-7, 17-14, 26-20, 25-21                                |                      |                                                                        | |  |
|            | Estadísticas Jeremy Fears Jr. 17 Ronald Holland 10 Ronald Holland 6 | Reporte Pts Reb Asts | Estadísticas 16 Vytautas Žygas 11 Aleksas Bieliauskas 4 Vytautas Žygas | Pabellón: Palacio de Deportes José María Martín Carpena Árbitros: Kerem Baki Scott Beker Wojciech Liszka |  |

#### Partido por la medalla de bronce
| 10 de julio | Francia                                                    | 66–58                | Lituania                                                                    | Málaga |  |
|             | Parciales: 18-14, 17-11, 21-16, 10-17                      |                      |                                                                             | |  |
|             | Estadísticas Ilane Fibleuil 16 Noah Penda 6 Théo Pichard 5 | Reporte Pts Reb Asts | Estadísticas 15 Justas Stonkus 4 Danas Kazakevičius 3 Kristupas Kepežinskas | Pabellón: Palacio de Deportes José María Martín Carpena Árbitros: Jenna Jordan Reneau Scott Beker Blanca Cecilia Burns |  |

#### Final
| 10 de julio | España                                                                 | 67–79                | Estados Unidos                                                      | Málaga |  |
|             | Parciales: 20-13, 18-20, 13-29, 16-17                                  |                      |                                                                     | |  |
|             | Estadísticas Aday Mara 16 Izan Almansa 15 Conrad Martínez Viladecans 6 | Reporte Pts Reb Asts | Estadísticas 17 Jeremy Fears Jr. 17 Cooper Flagg 6 Jeremy Fears Jr. | Pabellón: Palacio de Deportes José María Martín Carpena Árbitros: Julio César Anaya Freile Gatis Salins Kerem Baki |  |

| Bandera de Estados Unidos         |
| Campeón Estados Unidos 6.° título |

### Cuadro por el 5º-8º lugar
|  | Semifinales 5º-8º | Semifinales 5º-8º |        |           | Partido 5º lugar | Partido 5º lugar |  |
|  | Fecha             | Fecha             |        |           | Fecha            | Fecha            |  |
|  |                   |                   |        |           |                  |                  |  |
|  |                   |                   |        |           |                  |                  |  |
|  | Eslovenia         | 74                |        |           |                  |                  |  |
|  | Eslovenia         | 74                |        |           |                  |                  |  |
|  | Australia         | 86                |        |           |                  |                  |  |
|  | Australia         | 86                |        | Australia | 67               |                  |  |
|  |                   |                   |        | Australia | 67               |                  |  |
|  |                   |                   | Serbia | 69        |                  |                  |  |
|  | Serbia            | 105               | Serbia | 69        |                  |                  |  |
|  | Serbia            | 105               |        |           |                  |                  |  |
|  | Polonia           | 75                |        |           | Partido 7º lugar | Partido 7º lugar |  |
|  | Polonia           | 75                |        |           | Partido 7º lugar | Partido 7º lugar |  |
|  |                   |                   |        |           |                  |                  |  |
|  |                   |                   |        |           | Eslovenia        | 77               |  |
|  |                   |                   |        |           | Eslovenia        | 77               |  |
|  |                   |                   |        |           | Polonia          | 74               |  |
|  |                   |                   |        |           | Polonia          | 74               |  |
|  |                   |                   |        |           |                  |                  |  |

#### Semifinales del 5º–8º lugar
| 9 de julio | Eslovenia                                         | 74–86                | Australia                                                         | Málaga |  |
|            | Parciales: 17-16, 14-19, 15-25, 28-26             |                      |                                                                   | |  |
|            | Estadísticas Jan Vide 25 Blaz Tratar 8 Jan Vide 6 | Reporte Pts Reb Asts | Estadísticas 22 Rocco Zikarsky 10 Rocco Zikarsky 6 Tristan Devers | Pabellón: Palacio de Deportes José María Martín Carpena Árbitros: Mihkel Männiste Özlem Yalman Ashley Lynn Gloss |  |

| 9 de julio | Serbia                                                                  | 105–75               | Polonia                                                                  | Málaga |  |
|            | Parciales: 28-22, 19-18, 32-18, 26-17                                   |                      |                                                                          | |  |
|            | Estadísticas Ognjen Stanković 20 Ognjen Stanković 11 Ognjen Stanković 9 | Reporte Pts Reb Asts | Estadísticas 17 Marcin Kosiorowski 13 Szymon Nowicki 5 Kajetan Kuczawski | Pabellón: Palacio de Deportes José María Martín Carpena Árbitros: Johnny Batista Palermo Carlos Andrés Vélez Londono Ryan Jones |  |

#### Partido por el 7º lugar
| 10 de julio | Eslovenia                                        | 77–74                | Polonia                                                           | Málaga |  |
|             | Parciales: 20-16, 20-19, 20-18, 17-21            |                      |                                                                   | |  |
|             | Estadísticas Jan Vide 22 Jan Vide 7 Filip Pirs 9 | Reporte Pts Reb Asts | Estadísticas 16 Szymon Nowicki 11 Szymon Nowicki 6 Szymon Nowicki | Pabellón: Palacio de Deportes José María Martín Carpena Árbitros: Ashley Lynn Gloss Martin Vulic Yasmina Alcaraz Moreno |  |

#### Partido por el 5º lugar
| 10 de julio | Australia                                                     | 67–69                | Serbia                                                              | Málaga |  |
|             | Parciales: 24-21, 17-14, 16-16, 10-18                         |                      |                                                                     | |  |
|             | Estadísticas Joshua Dent 20 James O' Donnell 12 Joshua Dent 3 | Reporte Pts Reb Asts | Estadísticas 14 Mitar Bošnjaković 6 Danilo Dožić 4 Ognjen Stanković | Pabellón: Palacio de Deportes José María Martín Carpena Árbitros: Wojciech Liszka Andreia Silva Daigo Urushima |  |

### Cuadro por el 9º-16º lugar
|  | Partido 13.eɾ lugar | Partido 13.eɾ lugar |                 |       | Semifinales 13º-16º | Semifinales 13º-16º |           |       | Cuartos de final 9º-16º | Cuartos de final 9º-16º |        |           | Semifinales 9º-12º | Semifinales 9º-12º |  |  | Partido 9º lugar | Partido 9º lugar |
|  |                     |                     |                 |       |                     |                     |           |       |                         |                         |        |           |                    |                    |  |  |                  |                  |
|  |                     |                     |                 |       |                     |                     |           |       | Fecha                   |                         |        |           |                    |                    |  |  |                  |                  |
|  |                     |                     |                 |       |                     |                     |           |       |                         |                         |        |           |                    |                    |  |  |                  |                  |
|  | Fecha               | Fecha               |                 |       | Fecha               | Fecha               |           |       | Japón                   | 66                      |        |           | Fecha              | Fecha              |  |  | Fecha            | Fecha            |
|  | Fecha               | Fecha               |                 |       | Fecha               | Fecha               |           |       | Japón                   | 66                      |        |           | Fecha              | Fecha              |  |  | Fecha            | Fecha            |
|  | Fecha               | Fecha               |                 |       | Fecha               | Fecha               | Argentina | 80    |                         |                         |        |           | Fecha              | Fecha              |  |  | Fecha            | Fecha            |
|  | Fecha               | Fecha               |                 | Japón | 77                  |                     | Argentina | 80    |                         |                         |        | Argentina | 80                 |                    |  |  | Fecha            | Fecha            |
|  | Fecha               | Fecha               | Fecha           | Japón | 77                  |                     |           |       |                         |                         |        | Argentina | 80                 |                    |  |  | Fecha            | Fecha            |
|  | Fecha               | Fecha               |                 |       | Líbano              | 71                  |           |       | Canadá                  | 91                      |        |           |                    |                    |  |  | Fecha            | Fecha            |
|  | Fecha               | Fecha               | Canadá          | 94    | Líbano              | 71                  |           |       | Canadá                  | 91                      |        |           |                    |                    |  |  | Fecha            | Fecha            |
|  | Fecha               | Fecha               | Canadá          | 94    |                     |                     |           |       |                         |                         |        |           |                    |                    |  |  | Fecha            | Fecha            |
|  | Fecha               | Fecha               |                 |       | Líbano              | 41                  |           |       |                         |                         |        |           |                    |                    |  |  | Fecha            | Fecha            |
|  | Japón               | 68                  |                 |       | Líbano              | 41                  | Canadá    | 92    |                         |                         |        |           |                    |                    |  |  |                  |                  |
|  | Japón               | 68                  | Fecha           |       |                     |                     | Canadá    | 92    |                         |                         |        |           |                    |                    |  |  |                  |                  |
|  | Rep. Dominicana     | 85                  |                 |       | Egipto              | 70                  |           |       |                         |                         |        |           |                    |                    |  |  |                  |                  |
|  | Rep. Dominicana     | 85                  | Rep. Dominicana | 55    | Egipto              | 70                  |           |       |                         |                         |        |           |                    |                    |  |  |                  |                  |
|  |                     |                     | Rep. Dominicana | 55    | Fecha               | Fecha               | Fecha     | Fecha |                         |                         |        |           |                    |                    |  |  |                  |                  |
|  |                     |                     | Egipto          | 61    | Fecha               | Fecha               | Fecha     | Fecha |                         |                         |        |           |                    |                    |  |  |                  |                  |
|  | Partido 15º lugar   | Partido 15º lugar   | Egipto          | 61    | Rep. Dominicana     | 62                  |           |       |                         |                         | Egipto | 82        | Partido 11º lugar  | Partido 11º lugar  |  |  |                  |                  |
|  | Partido 15º lugar   | Partido 15º lugar   | Fecha           |       | Rep. Dominicana     | 62                  |           |       |                         |                         | Egipto | 82        | Partido 11º lugar  | Partido 11º lugar  |  |  |                  |                  |
|  | Fecha               | Fecha               |                 |       | Malí                | 52                  |           |       | Nueva Zelanda           | 54                      |        |           | Fecha              | Fecha              |  |  |                  |                  |
|  | Líbano              | 54                  | Nueva Zelanda   | 80    | Malí                | 52                  | Argentina | 80    | Nueva Zelanda           | 54                      |        |           |                    |                    |  |  |                  |                  |
|  | Líbano              | 54                  | Nueva Zelanda   | 80    |                     |                     | Argentina | 80    |                         |                         |        |           |                    |                    |  |  |                  |                  |
|  | Malí                | 75                  |                 |       | Malí                | 59                  |           |       | Nueva Zelanda           | 70                      |        |           |                    |                    |  |  |                  |                  |

#### Cuartos de final del 9º–16º lugar
| 8 de julio | Japón                                                              | 66–80                | Argentina                                                     | Alhaurín de la Torre                                                                                                |  |
|            | Parciales: 27-19, 10-23, 17-20, 12-18                              |                      |                                                               | |  |
|            | Estadísticas Yuto Kawashima 26 Teruchika Naito 7 Shuto Sakihama 11 | Reporte Pts Reb Asts | Estadísticas 20 Drazen Sinigoj 7 Tiziano Prome 5 Juan Respaud | Pabellón: Polideportivo Municipal El Limón Árbitros: Daniel Alberto García Nieves Ryan Jones Sara Gamal Elsharnouby |  |

| 8 de julio | Canadá                                                     | 94–41                | Líbano                                                                 | Alhaurín de la Torre                                                                               |  |
|            | Parciales: 23-11, 22-5, 21-12, 28-13                       |                      |                                                                        | |  |
|            | Estadísticas Ishan Sharma 17 Stephens Osei 9 Mikkel Tyne 7 | Reporte Pts Reb Asts | Estadísticas Karl Chris Zamatta 12 Karl Chris Zamatta 9 3 Giorgio Azzi | Pabellón: Polideportivo Municipal El Limón Árbitros: Mihkel Männiste Joyce Muchenu Andrada Csender |  |

| 8 de julio | República Dominicana                                     | 55–61                | Egipto                                                                  | Alhaurín de la Torre                                                                          |  |
|            | Parciales: 13-17, 6-13, 14-13, 22-18                     |                      |                                                                         |                                                                                               |  |
|            | Estadísticas Rodrigo Aybar 16 Luis Díaz 10 Wandy Muñóz 4 | Reporte Pts Reb Asts | Estadísticas 24 Seifeldin Hendawy 10 Seifeldin Hendawy 3 Karim Elgizawy | Pabellón: Polideportivo Municipal El Limón Árbitros: Martin Vulic Özlem Yalman Kyounghwan Lee |  |

| 8 de julio | Nueva Zelanda                                        | 80–59                | Malí                                                                           | Alhaurín de la Torre                                                                                            |  |
|            | Parciales: 19-9, 11-22, 23-12, 27-16                 |                      |                                                                                | |  |
|            | Estadísticas George Turner 22 Nic Book 10 Nic Book 5 | Reporte Pts Reb Asts | Estadísticas 15 Malick Diallo 14 Malick Diallo 5 Souleymane Dougoutigui Dagnon | Pabellón: Polideportivo Municipal El Limón Árbitros: Carlos Andrés Vélez Londono Ashley Lynn Gloss Amir Taboubi |  |

#### Semifinales del 13º–16º lugar
| 9 de julio | Japón                                                           | 77–71                | Líbano                                                                | Alhaurín de la Torre                                                                                       |  |
|            | Parciales: 13-23, 28-16, 15-21, 21-11                           |                      |                                                                       | |  |
|            | Estadísticas Yuto Kawashima 19 Leon Watanabe 9 Shuto Sakihama 5 | Reporte Pts Reb Asts | Estadísticas 26 Serouj Avedissian 9 Karl Chris Zamatta 4 Rayan Hachem | Pabellón: Polideportivo Municipal El Limón Árbitros: Viola Györgyi Sara Gamal Elsharnouby Yana Nikogossyan |  |

| 9 de julio | República Dominicana                                         | 62–52                | Malí                                                                     | Alhaurín de la Torre                                                                                                   |  |
|            | Parciales: 16-17, 12-16, 19-12, 15-7                         |                      |                                                                          | |  |
|            | Estadísticas Luis Díaz 16 Yeison Liberato 12 Rodrigo Aybar 6 | Reporte Pts Reb Asts | Estadísticas 19 Ibrahim Oumar Doumbia 17 Malick Diallo 6 Chouaybou Keita | Pabellón: Polideportivo Municipal El Limón Árbitros: Julio César Anaya Freile Ariadna Chueca Moreno Arnau Padrós Feliu |  |

#### Semifinales del 9º–12º lugar
| 9 de julio | Argentina                                              | 80–91                | Canadá                                                   | Alhaurín de la Torre                                                                                          |  |
|            | Parciales: 20-30, 19-22, 22-18, 19-21                  |                      |                                                          | |  |
|            | Estadísticas Juan Bocca 23 Juan Bocca 6 Juan Respaud 6 | Reporte Pts Reb Asts | Estadísticas 24 Mikkel Tyne 8 Stephen Osei 6 Mikkel Tyne | Pabellón: Polideportivo Municipal El Limón Árbitros: Martin Vulic Blanca Cecilia Burns Yasmina Alcaraz Moreno |  |

| 9 de julio | Egipto                                                                                             | 82–54                | Nueva Zelanda                                                    | Alhaurín de la Torre                                                                                    |  |
|            | Parciales: 20-13, 26-9, 12-15, 24-17                                                               |                      |                                                                  | |  |
|            | Estadísticas Ahmed Nedal Abdelrahman Abouelela 22 Adam Elhalawany 9 Mohammed Tarek KhairyvHussin 5 | Reporte Pts Reb Asts | Estadísticas 19 Dante Matakatea 9 Dante Matakatea 7 Hunter Trego | Pabellón: Polideportivo Municipal El Limón Árbitros: Jenna Jordan Reneau Daigo Urushima Saif Al Dossari |  |

#### Partido por el 15º lugar
| 10 de julio | Líbano                                                               | 54–75                | Malí                                                                                | Alhaurín de la Torre                                                                              |  |
|             | Parciales: 20-18, 12-18, 12-18, 10-21                                |                      |                                                                                     |                                                                                                   |  |
|             | Estadísticas Serouj Avedissian 15 Nikolai Choueiri 10 Giorgio Azzi 4 | Reporte Pts Reb Asts | Estadísticas 21 Ibrahim Oumar Doumbia 14 Diafar El Sadik Silimana 4 Chouaybou Keita | Pabellón: Polideportivo Municipal El Limón Árbitros: Andrada Csender Mihkel Männiste Amir Taboubi |  |

#### Partido por el13.erlugar
| 10 de julio | Japón                                                           | 68–85                | República Dominicana                                                       | Alhaurín de la Torre                                                                                         |  |
|             | Parciales: 14-12, 18-30, 10-20, 26-23                           |                      |                                                                            | |  |
|             | Estadísticas Eijiro Ogawa 21 Yuto Kawashima 13 Yuto Kawashima 5 | Reporte Pts Reb Asts | Estadísticas 17 Rodrigo Aybar 9 Jonathan Estrella Abenza 3 Yeison Liberato | Pabellón: Polideportivo Municipal El Limón Árbitros: Johnny Batista Palermo Saif Al Dossari Yana Nikogossyan |  |

#### Partido por el 11º lugar
| 10 de julio | Argentina                                                    | 80–70                | Nueva Zelanda                                                         | Alhaurín de la Torre                                                                                        |  |
|             | Parciales: 23-14, 24-22, 9-17, 24-17                         |                      |                                                                       | |  |
|             | Estadísticas Juan Respaud 17 Lautaro Viatri 8 Juan Respaud 6 | Reporte Pts Reb Asts | Estadísticas 18 Julius Halaifonua 13 Julius Halaifonua 4 Hunter Trego | Pabellón: Polideportivo Municipal El Limón Árbitros: Carlos Andrés Vélez Londono Özlem Yalma Kyounghwan Lee |  |

#### Partido por el 9º lugar
| 10 de julio | Canadá                                                                       | 92–70                | Egipto                                                              | Alhaurín de la Torre                                                                                   |  |
|             | Parciales: 29-12, 24-16, 17-13, 22-29                                        |                      |                                                                     | |  |
|             | Estadísticas Jaion Pitt 13 Osezojie Baraka Okojie 9 Osezojie Baraka Okojie 8 | Reporte Pts Reb Asts | Estadísticas 23 Seifeldin Hendawy 8 Karim Elgizawy 7 Karim Elgizawy | Pabellón: Polideportivo Municipal El Limón Árbitros: Viola Györgyi Joyce Muchenu Ariadna Chueca Moreno |  |

## Clasificación final
| Pos.              | Equipo               | Balance |
| ----------------- | -------------------- | ------- |
| Medalla de oro    | Estados Unidos       | 7-0     |
| Medalla de plata  | España               | 5-2     |
| Medalla de bronce | Francia              | 6-1     |
| 4º                | Lituania             | 5-2     |
| 5º                | Serbia               | 5-2     |
| 6º                | Australia            | 5-2     |
| 7º                | Eslovenia            | 4-3     |
| 8º                | Polonia              | 3-4     |
| 9º                | Canadá               | 4-3     |
| 10º               | Egipto               | 2-5     |
| 11º               | Argentina            | 3-4     |
| 12º               | Nueva Zelanda        | 1-6     |
| 13º               | República Dominicana | 3-4     |
| 14º               | Japón                | 1-6     |
| 15º               | Malí                 | 2-5     |
| 16º               | Líbano               | 0-7     |